# Rawstyle
Sous-genres
Xtra Raw, Rawphoric
Le rawstyle ou raw hardstyle, abrégé raw, est un genre de musique électronique dérivé du hardstyle. Reprenant certaines caractéristiques du mainstream hardcore, le rawstyle s'impose vite comme un style hardcore. Le raw est caractérisé par des éléments sonores distordus, brutaux et sombres.

## Histoire
Le rawstyle émerge au début des années 2010 en tant qu'évolution au sein de la scène hardstyle. À une époque où le hardstyle tend vers des sonorités plus euphoriques et commerciales, le rawstyle émerge comme une réponse sonore plus brutale, sombre et expérimentale. Cette réorientation est motivée par le désir de certains producteurs de retrouver une esthétique plus underground. Le genre émerge par la suite dans les rave parties et les festivals de musique électronique. 
Le rawstyle prend une ampleur commerciale inédite en 2016, surclassant les autres sous-genres du hardstyle. Ce succès est dû à la diversité des ambiances musicales dans un seul titre, variant d'un timbre émotionnel à des timbres plus brutaux et sombres. Son influence touche également d'autres genres de musique électronique, comme le mainstream hardcore (par rétronymie), à la fin des années 2010. Certains festivals et événements sont exclusivement dédiés au rawstyle (comme Supremacy (d) , créé dès 2014 par Art of Dance) bien qu'il occupe aujourd'hui une place importante dans les festivals hardstyle populaires.

## Caractéristiques
La caractéristique musicale la plus distinctive du rawstyle réside dans ses kicks (grosse caisse) distordus qui sont le point central de la composition, créant une atmosphère intense et dynamique. Le rawstyle se distingue également par ses rythmes pulsants. Les producteurs explorent des variations rythmiques, utilisant des syncopes et des break pour intensifier l'expérience auditive.
Contrairement au hardstyle conventionnel, le rawstyle privilégie un climat sonore plus sombre et industriel. Les mélodies peuvent être moins prédominantes, laissant place à des textures sonores plus expérimentales. Les producteurs de rawstyle ne craignent pas d'expérimenter avec des éléments sonores inhabituels. Des échantillons vocaux déformés, des effets sonores uniques et des structures de morceaux non conventionnelles contribuent à l'originalité du genre.
Certaines sociétés de production comme Fragment Audio et Industrial Strength Records publient des sample packs (pack d'échantillons) exclusivement rawstyle.

## Artistes notables
Radical Redemption est considéré comme l'un des pionniers ayant grandement contribué à définir le son brut du rawstyle ; ses productions percutantes ont établi des normes pour le genre. Les autres artistes notables comprennent : E-Force, Warface et Audiofreq.